# カルロス・オルメス・トルヒジョ

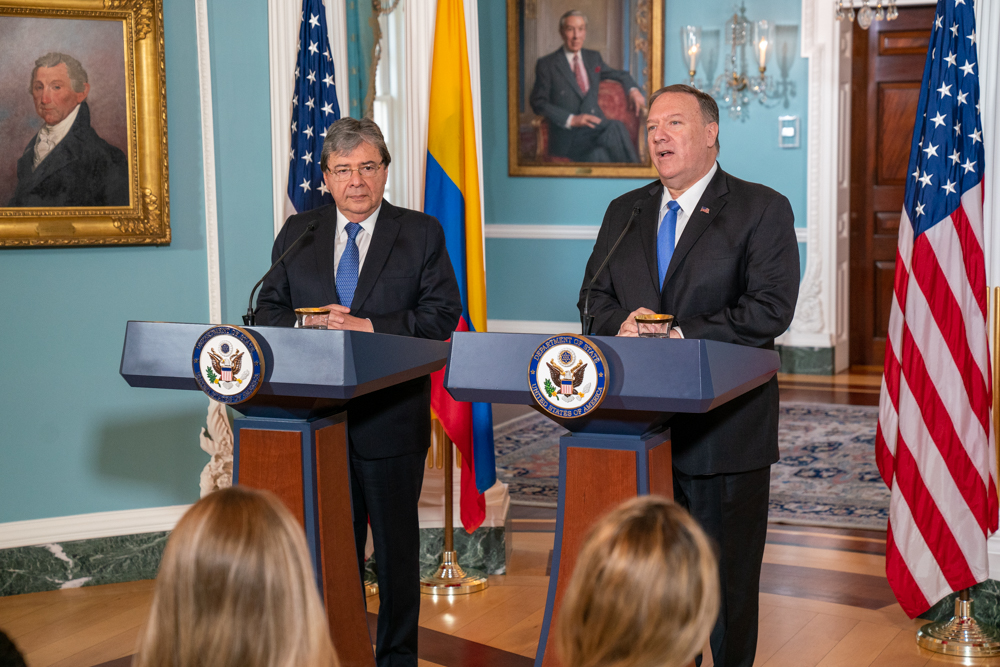
アメリカ合衆国マイク・ポンぺオ国務長官（右）とカルロス・オルメス・トルヒジョ

カルロス・オルメス・トルヒジョ（スペイン語：Carlos Holmes Trujillo、1951年9月23日– 2021年1月26日）は、コロンビアの政治家、外交官、弁護士。

## 来歴

### 生い立ち
コロンビアのバジェ・デル・カウカ県カルタゴ生まれ。カウカ大学法科大学院で博士号、上智大学国際ビジネス研究科修士課程修了。25歳で駐日コロンビア大使館領事に任命される。

### コロンビアにて
カリ市長を務めた後、閣僚に就任。
2021年1月26日、新型コロナウイルスによりボゴタで死去。69歳没。

## 外交官としてのキャリア
駐日コロンビア大使館領事を務めたほか、米州機構大使、国連特別大使、オーストラリア大使などを歴任している。